# Robert Clark (scrittore)
Robert Clark (Saint Paul, 9 aprile 1952) è uno scrittore statunitense.

## Biografia
Nato nel 1952 a Saint Paul, Minnesota, vive e lavora a Seattle.
Ha conseguito un B.A. in Inglese all'Università della California - Berkeley e un M.A. in Storia Medievale all'Università di Londra.
Insegnante presso atenei e college e critico gastronomico, nel corso della sua carriera ha pubblicato 4 opere di saggistica, 5 romanzi e un memoir vincendo un Premio Edgar nel 1999 con La confessione di Mister White.

## Opere

### Romanzi
- In the Deep Midwinter (1998)
- La confessione di Mister White (Mr. White's Confession, 1999), Milano, Hobby & Work, 2007 traduzione di Pietro Ferrari ISBN 978-88-7851-598-7.
- Love Among the Ruins (2002)
- Lives of the Artists (2005)
- Heaven (2012)

### Saggi
- James Beard: A Biography (1993)
- River of the West: A Chronicle of the Columbia (1997)
- The Solace of Food: A Life of James Beard (1998)
- Dark Water: Flood and Redemption in the City of Masterpieces (2008)

### Memoir
- My Grandfather's House: A Genealogy of Doubt and Faith (2000)

## Premi e riconoscimenti
- Premio Edgar per il miglior romanzo: 1999 per La confessione di Mister White
- Guggenheim Fellowship: 2004